# Advanced Gun System
 (août 2022).
Si vous disposez d'ouvrages ou d'articles de référence ou si vous connaissez des sites web de qualité traitant du thème abordé ici, merci de compléter l'article en donnant les références utiles à sa vérifiabilité et en les liant à la section « Notes et références ».
L'Advanced Gun System (AGS) (ou Système de canon avancé en français) est un système d'artillerie navale de précision développé et produit par BAE systems  pour les destroyers de classe Zumwalt de la marine américaine . Il s'agit d'un canon Mark 51 de 155 mm / 62 (6,1 ") qui peut tirer des obus à presque 150km. Il a été conçu pour fournir un soutien de tir naval à longue portée contre des cibles terrestres. Un total de six canons ont été installés, deux sur chacun des trois navires de classe Zumwalt . La Marine n'a pas prévu d'unités supplémentaires de classe Zumwalt , étant donné le coût très élevé de ces bâtiments, et aucun projet de déploiement de l'AGS sur d'autres navires n'est prévu. L'AGS ne peut utiliser que des munitions conçues spécifiquement pour lui le LRLAP. Un seul type de munitions a été conçu et la Marine a interrompu son approvisionnement en novembre 2016 en raison du coût des munitions (800 000 $ à 1 000 000 $ par cartouche), l'AGS ne peut donc plus être utilisé et la Marine le  retirera des navires en 2023.